# Celia Freijeiro
Celia Freijeiro all'anagrafe Celia Freijeiro García (Vigo, 9 febbraio 1983) è un'attrice e produttrice cinematografica spagnola.

## Biografia
Celia Freijeiro è nata il 9 febbraio 1983 a Vigo, in Galizia (Spagna), in una famiglia a vocazione artistica: suo padre, Rafael Freijeiro, è un pittore galiziano.

## Carriera
Celia Freijeiro dopo essersi laureata alla De Witt High School dell'Arkansas, Stati Uniti, si trasferì a Madrid, dove iniziò la sua carriera da attrice. Ha recitato in diverse opere teatrali, come El color de agosto, diretta da Marta Álvarez, grazie alla quale ottenne una nomination ai Premi Valle Inclán del teatro e una al Premio Marte.
Nel 2007, a soli venticinque anni, fondò una casa di produzione cinematografica, la Pocapena Producciones, con la quale ha produotto numerosi cortometraggi e spettacoli teatrali. Nello stesso anno ha ricoperto il ruolo di Nines nella web serie Chica busca chica.
Ha recitato in serie televisive come nel 2005 in Maridos e mulleres e in El comisario, nel 2006 in Amistades peligrosas, nel 2007 in Hospital Central e in Hay que vivir: El jugador, nel 2008 in 2 de mayo, la libertad de una nación. Ha anche recitato in vari film come nel 2005 in Los aires dificiles, nel 2006 in Días azules, nel 2011 in Ángel Llorca: El último ensayo, nel 2012 in Todo es silencio, nel 2015 in De chica en chica e in La playa de los ahogados, nel 2022 in Un amore di mamma (Amor de madre) e in A ciegas e nel 2023 in Mari(dos). Oltre ad aver recitato nei film, ha preso parte in cortometraggi come nel 2010 in Dos mujeres, un pájaro y una triste historia de amor e in La manzana, nel 2012 in Papá se ha ido, regia di Sonia Sebastián (2012), nel 2018 in Actores, nel 2019 in El último tren e nel 2022 in Cuentas divinas.
Nel 2008 interpretò il ruolo principale di Nieves Sáez nella serie televisiva Pelotas, mentre nel 2011 ha recitato nel cast della serie poliziesca Omicidi - Unità Speciale, nella parte dell'ispettore Eva Hernández.
Nel dicembre 2012 è stata selezionata per concorrere ai Premi Goya 2013 nella categoria miglior attrice protagonista per il ruolo di Leda nella pellicola Todo es silencio, diretta da José Luis Cuerda. Nel 2015 ha ricoperto il ruolo di Silvia nella serie Il sospetto (Bajo sospecha).
Dal 2015 al 2017 ha interpretato il ruolo di Adela Silva de Rivera nella soap opera Sei sorelle (Seis hermanas), andata in onda su La 1. Nel 2018 è entrata a far parte del cast della serie Servir y proteger, nel ruolo di Teresa. Nel 2018 e nel 2019 ha ricoperto il ruolo di nella serie La otra mirada. Dal 2019 al 2021 ha interpretato il ruolo di Cristina nella serie Vida perfecta. Nel 2020 ha ricoperto il ruolo di Marta nella serie En casa. L'anno successivo, nel 2021 ha recitato nelle serie Historias para no dormir e in Maiorca Crime (nel ruolo di María Himénez). Nel 2022 ha interpretato il ruolo di Lola nella serie Escándalo, relato de una obsesión.

## Filmografia

### Cinema
- Los aires dificiles, regia di Gerardo Herrero (2005)
- Días azules, regia di Miguel Santesmases (2006)
- Ángel Llorca: El último ensayo, regia di Víctor M. Guerra (2011)
- Todo es silencio, regia di José Luis Cuerda (2012)
- De chica en chica, regia di Sonia Sebastián (2015)
- La playa de los ahogados, regia di Gerardo Herrero (2015)
- Un amore di mamma (Amor de madre), regia di Paco Caballero (2022)
- A ciegas, regia di David Pastor e Àlex Pastor (2022)
- Mari(dos), regia di Lucía Alemany (2023)
- Bird Box Barcellona (Bird Box Barcelona), regia di Álex Pastor e David Pastor (2023)

### Televisione
- Maridos e mulleres – serie TV, 1 episodio (2005)
- El comisario – serie TV, 3 episodi (2005)
- Amistades peligrosas – serie TV, 29 episodi (2006)
- Hospital Central – serie TV, 1 episodio (2007)
- Hay que vivir: El jugador – serie TV, 1 episodio (2007)
- 2 de mayo, la libertad de una nación – serie TV, 17 episodi (2008)
- Pelotas – serie TV, 24 episodi (2008)
- Omicidi - Unità Speciale (Homicidios) – serie TV, 13 episodi (2011)
- Il sospetto (Bajo sospecha) – serie TV, 2 episodi (2015)
- Sei sorelle (Seis hermanas) – soap opera, 368 episodi (2015-2017)
- Servir y proteger – soap opera, 89 episodi (2018)
- La otra mirada – serie TV, 6 episodi (2018-2019)
- Vida perfecta – serie TV, 15 episodi (2019-2021)
- En casa – serie TV, 1 episodio (2020)
- Historias para no dormir – serie TV, 1 episodio (2021)
- Maiorca Crime – serie TV, episodio 2x02 (2021)
- Escándalo, relato de una obsesión – serie TV, 8 episodi (2022)
- Reina Roja - serie TV (2023)
- Ritorno a Las Sabinas - serie TV, 70 episodi (2024–2025)

### Cortometraggi
- Dos mujeres, un pájaro y una triste historia de amor, regia di Sonia Sebastián (2010)
- La manzana, regia di Lee Friedlander (2010)
- Papá se ha ido, regia di Sonia Sebastián (2012)
- Actores, regia di Elisabeth Larena (2018)
- El último tren, regia di Oriol Ferrer (2019)
- Cuentas divinas, regia di Eulàlia Ramon (2022)

## Web TV
- Chica busca chica – web serie, 13 episodi (2007)

## Teatro
- Noches de monólogos, diretto da Adan Black (2003)
- El color de agosto, diretto da Marta Alvarez (2005)
- El león en invierno, diretto da Juan Carlos Pérez de la Fuente (2007)
- El dulce peso de la decadencia, diretto da Juan Carlos Pérez de la Fuente (2007)
- La música, diretto da Marta Alvarez (2008)
- El imaginario de Cervantes, diretto da Sonia Sebastián (2010)
- El poder de la sangre, diretto da Sonia Sebastián (2010)
- Sopa de colibrí, diretto da Sonia Sebastián (2011)
- Metro 13, diretto da Kike Maíllo (2012)
- Los Cenci, diretto da Sonia Sebastián (2013)
- Los celos, diretto da Sonia Sebastián (2013)
- Mucho ruido y pocas nueces, diretto da Sonia Sebastián (2013)
- Amazing future III, Memory cloud, diretto da Sonia Sebastián (2014)
- La gitanilla, diretto da Sonia Sebastián (2015)

## Doppiatrici italiane
Nelle versioni in italiano delle opere in cui ha recitato, Celia Freijeiro è stata doppiata da:
- Beatrice Caggiula in Omicidi - Unità speciale[10]
- Federica De Bortoli in Maiorca Crime[11]
- Selvaggia Quattrini in Sei sorelle[12]
- Benedetta Ponticelli in Regina rossa[13], Ritorno a Las Sabinas

## Riconoscimenti
- Cannes International Series Festival (CannesSeries)
  - 2019: Vincitrice del Premio speciale interpretazione con Leticia Dolera e Aixa Villagrán per Vida perfecta
- Feroz Awards
  - 2020: Candidata come Miglior attrice non protagonista in una serie per Vida perfecta
- Mestre Mateo Awards
  - 2013: Candidata come Miglior attrice per il film Todo es silencio
- Zapping Awards
  - 2012: Candidata come Miglior attrice per la serie Omicidi – Unità Speciale (Homicidios)